# Cynkowce
| Grupa → | 12 IIB |
| ↓ Okres |        |
| ------- | ------ |
| 4       | 30 Zn  |
| 5       | 48 Cd  |
| 6       | 80 Hg  |
| 7       | 112 Cn |

Cynkowce – pierwiastki chemiczne należące do 12 (daw. IIB lub II pobocznej) grupy układu okresowego. Do cynkowców należą następujące metale: cynk (Zn), kadm (Cd), rtęć (Hg) i kopernik (Cn). Na powłoce walencyjnej cynkowców znajdują się dwa elektrony walencyjne.

Cynkowce
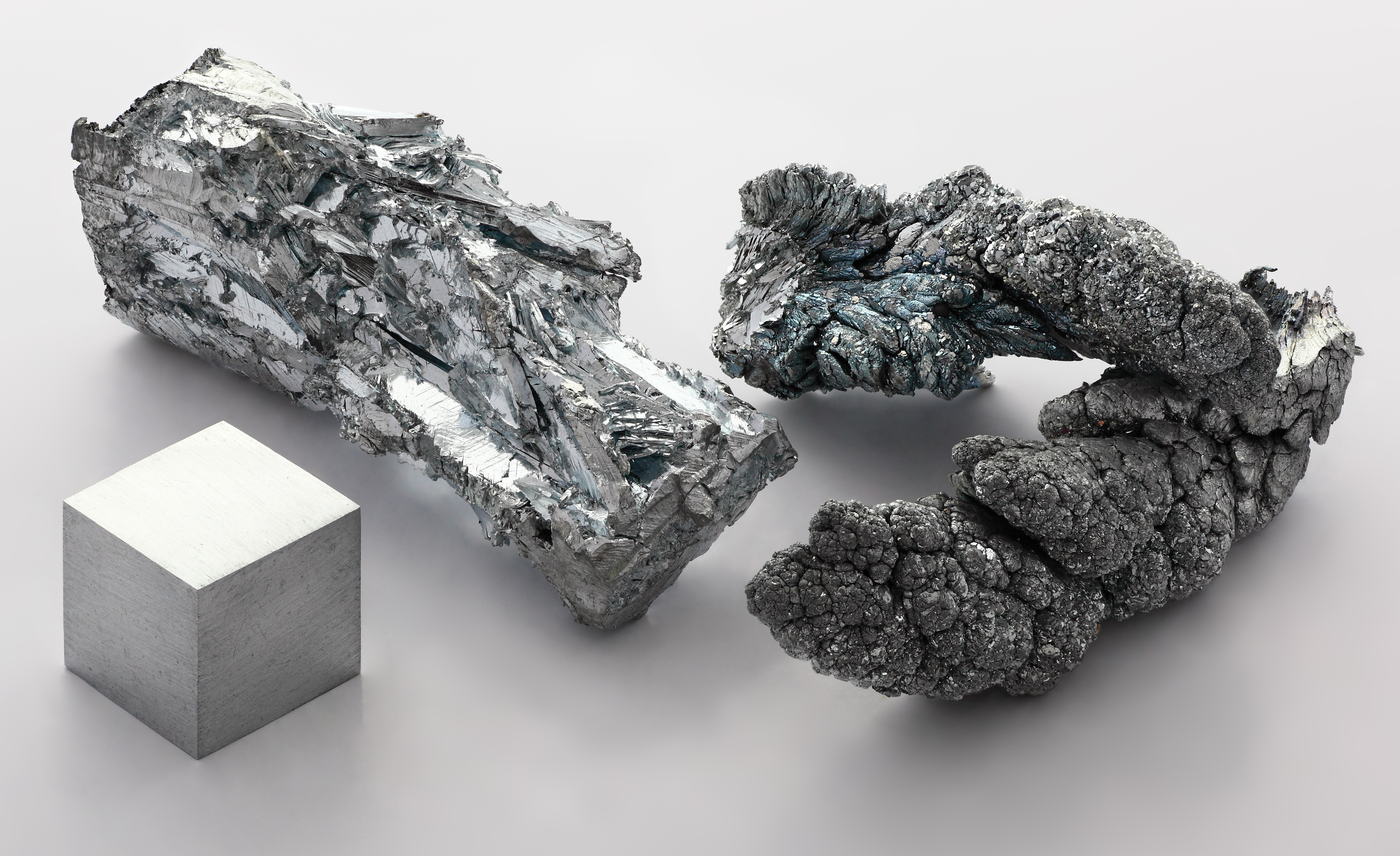
Cynk
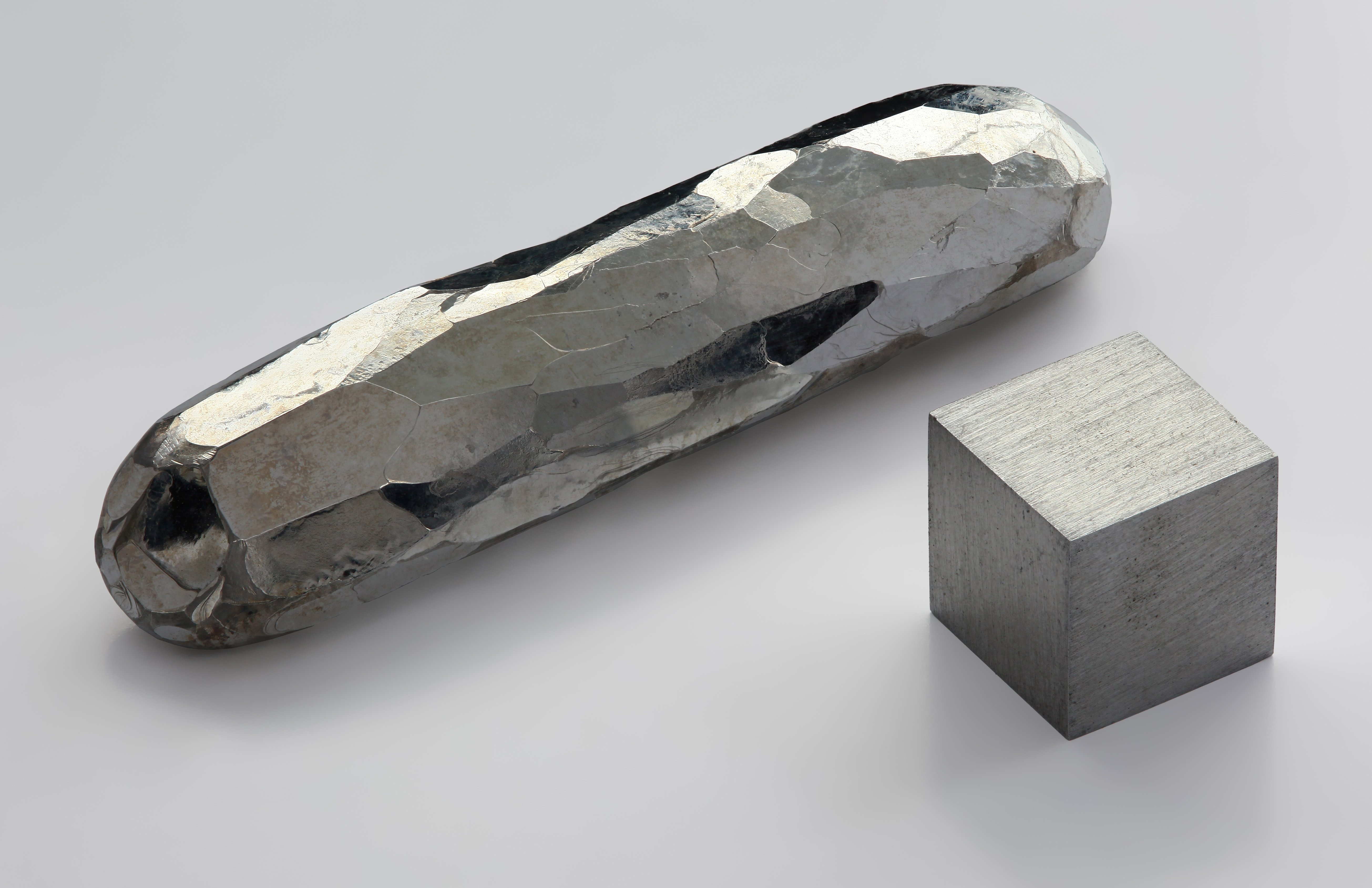
Kadm
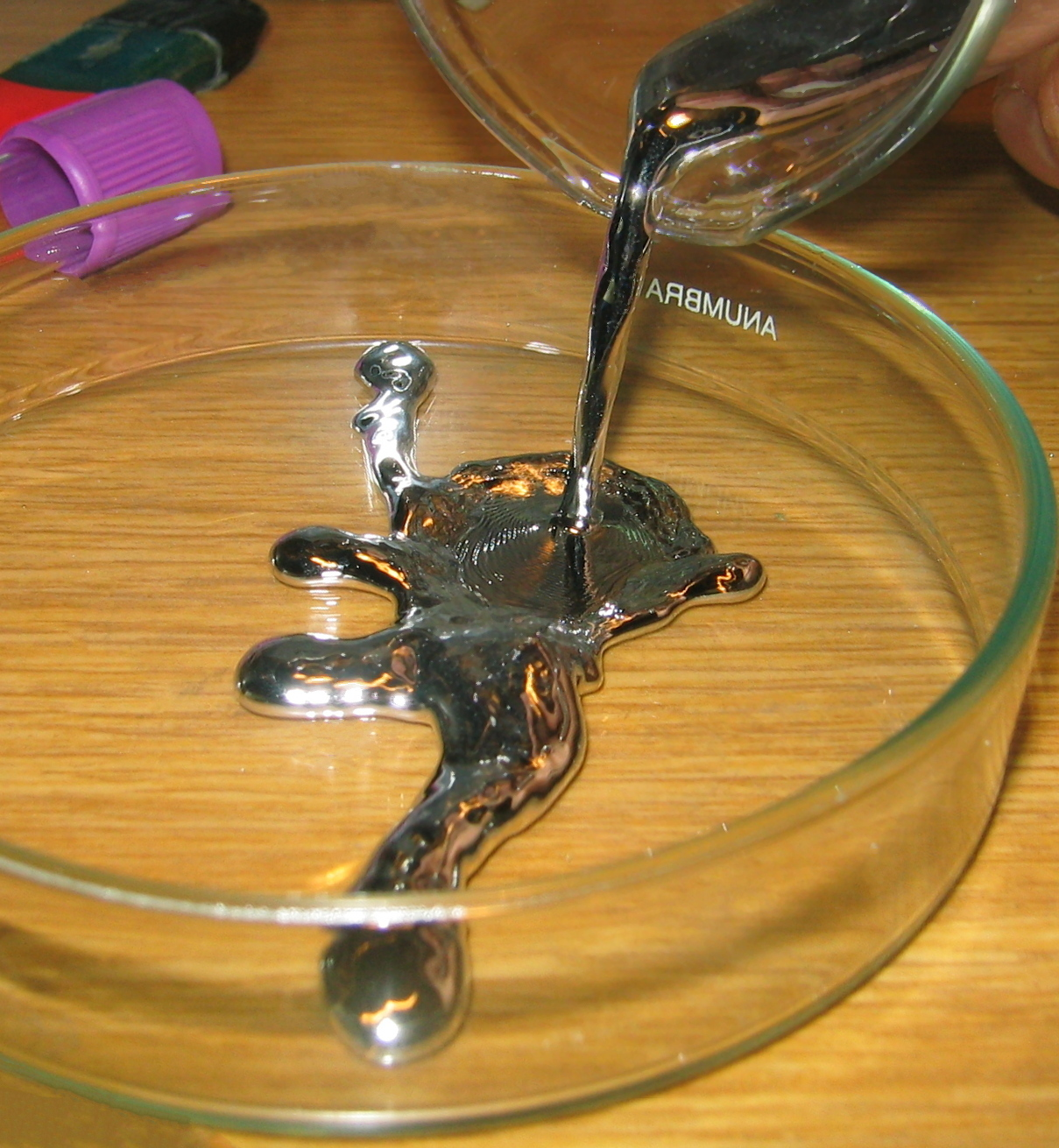
Rtęć

| Cynkowiec | Masa atomowa [u] | Temperatura topnienia [°C] | Temperatura wrzenia [°C] | Elektroujemność (skala Paulinga) | Stan skupienia       | Wartościowość  |
| --------- | ---------------- | -------------------------- | ------------------------ | -------------------------------- | -------------------- | -------------- |
| Cynk      | 65,38            | 419,53                     | 907                      | 1,6                              | ciało stałe          | II             |
| Kadm      | 112,411          | 321,07                     | 765                      | 1,7                              | ciało stałe          | II             |
| Rtęć      | 200,59           | -38,83                     | 356,73                   | 2,0                              | ciecz                | I, II (typowa) |
| Kopernik  | (285)            | ?                          | ?                        | ?                                | prawdopodobnie ciecz |                |